# Пси лају, ветар носи
Пси лају, ветар носи је српска телевизијска серија из 2017. године.

## Радња
Аутор своју причу смешта у Макиш, Раковицу, Ресник, Сремчицу, Гроцку, Орловачу и остала градска и приградска насеља, стављајући у епицентар наше пажње мале, обичне људе, који су се, игром случаја, насукали се на ободе метрополе да ту потраже срећу. Ношени жељом за бољим животом, симпатични, драги, добронамерни и надасве комични, у догађајима који су често на ивици апсурда и бизарности, наши протагонисти се, трагајући за егзистенцијом, срећу са многим искушењима, изазовима, радостима и разочарењима.
Главни јунак приче је Костадин Ставрић-Ставра (Тихомир Станић), ситни преварант, сналажљив и домишљат, на први поглед прек и незгодан, у души добронамеран. Он живи у Макишу, надомак Београда и преживљава радећи све и свашта. Све његове "пословне" прилике, комбинације и аранжмани су на ивици закона. Ипак, он није криминалац, већ само човек који покушава да прехрани породицу. Ставра продаје шасије аутомобила које скупља са оближњег аутопута, таксира на дивље, топи и претапа свеће са гробља, сналази се кроз живот, често упадајући у неприлике и проблеме због своје непромишљености. Са њим живи стара мајка, бака нана (Мира Бањац), његова жена Гроздана (Анита Манчић), млађи брат занесењак и песник Развигор (Борис Миливојевић), шурак СУБНОР-овац Гостимир (Миленко Павлов) и два сина, старији Томче (Ненад Хераковић) и млађи, наследник, у ког се полажу све наде, Храна (Марко Павловић). Ставра има још два брата - Мика Армоника (Марко Живић) је хармоникаш, музикант, а Стојке звани Гладиола (Радош Бајић), власник предузећа за погребне услуге и ресторана за парастосе и глава фамилије Ставрић.

## Улоге

### Главни
- Тихомир Станић као Костадин Ставрић „Ставра”
- Анита Манчић као Гроздана Ставрић
- Борис Миливојевић као Развигор Ставрић
- Миленко Павлов као Гостимир
- Ненад Хераковић као Томислав Ставрић „Томче”
- Марко Павловић као Хранислав Ставрић „Храна”
- Радош Бајић као Стојке Ставрић „Гладиола”
- Марко Живић као Милоје Ставрић „Мика Армуника”
- Светлана Бојковић као Стрина Миланка (сезона 2)
- Радослав Миленковић као Роја Тресибабић (сезона 1)
- Ђурђина Радић као Рафаела Тресибабић
- Мира Бањац као Станица Ставрић „бака Нана”
- Ана Сакић као Виолета (сезона 1)
- Недељко Бајић као инспектор Павловић
- Јорданчо Чевревски као Трајче (сезона 1)
- Александар Срећковић као Теча
- Драган Маринковић Маца као Слађан (главни: сезона 1; епизодни: сезона 2)
- Ана Александер као Загорка Ђерић (сезона 2)
- Ненад Јездић као Јова (сезона 2)
- Милан Калинић као Гогић (сезона 2)
- Иван Вучковић као Министар Карајовић (сезона 2)
- Исидора Минић као Горче (главни: сезона 2; епизодни: сезона 1)
- Ђорђе Ерчевић као Мирче (главни: сезона 2; епизодни: сезона 1)

### Епизодни
| Глумац                | Улога                          |
| --------------------- | ------------------------------ |
| Иван Јевтовић         | Радојица                       |
| Анастасија Мандић     | Јованка                        |
| Танасије Узуновић     | Сељак на њиви                  |
| Феђа Стојановић       | истражни судија                |
| Славиша Чуровић       | банкар                         |
| Петар Бенчина         | адвокат Ушке                   |
| Сања Вучић            | лепа Ромкиња                   |
| Драган Стокић         | Слађанов брат                  |
| Лазар Миљковић        | Слађанов син                   |
| Зоран Миљковић        | Коча СУБНОР                    |
| Бора Ненић            | Друг 2 СУБНОР                  |
| Дејан Тончић          | Начелник полиције              |
| Дејан Стојаковић      | Чувар на паркингу              |
| Верољуб Јефтић        | конобар у хотелу               |
| Микица Петронијевић   | Сељак на пијаци                |
| Борко Брајовић        | Горила 1                       |
| Милан Крстић          | Горила 2                       |
| Милан Цаци Михаиловић | старији доктор                 |
| Урош Младеновић       | млађи доктор                   |
| Мирјана Штетић        | дебела медицинска сестра       |
| Миодраг Стојановић    | Макса, музички продуцент       |
| Небојша Живановић     | Мафијаш, говорник на парастосу |
| Власта Велисављевић   | стари адвокат                  |
| Зоран Крајчиновић     | Младић 1                       |
| Борис Постовник       | Кувар                          |
| Драгиња Милеуснић     | Репортерка                     |
| Маја Колунџија Зорое  | Апотекарка                     |
| Милош Илић            | Затворски чувар 1              |
| Слободан Тешић        | Стражар у ЦЗ                   |
| Дејан Петошевић       | Тенисер                        |
| Љубица Шћепановић     | Жена на прозору                |
| Владимир Јоцовић      | Капетан                        |
| Владимир Цвејић       | Заставник                      |
| Петар Кораћ           | Водник                         |
| Владан Јаковљевић     | Човек с псом                   |
| Надежда Милановић     | Баба                           |
| Стеван Пантелић       | Судски стражар                 |
| Душан Стојсављевић    | Стражар                        |
| Радослав Јовичић      | Редитељ                        |
| Предраг Симоновић     | Полицајац                      |
| Љубиша Милишић        | Полицајац                      |
| Миленко Вујић         | Таксиста                       |
| Јаков Јевтовић        | Гинеколог Симон                |
| Дубравко Јовановић    | Судија                         |
| Анђела Миловановић    | Сестра за пултом               |
| Душан Јовановић       | Доктор                         |
| Даница Тодоровић      | Медицинска сестра              |
| Ђорђе Гавриловић      | Кошаркаш                       |
| Марија Круљ           | Вођа одсека                    |
| Софија Јочић          | девојчица са лоптом            |
| Ленка Бајић           | девојчица Миа                  |
| Ренато Хенц           | Ренато                         |
| Петар Ћирица          | Човек - убица                  |
| Боро Стјепановић      | генерал Лончар                 |